# 遠藤充 (自衛官)
遠藤 充（えんどう まこと、1968年〈昭和43年〉12月14日 - ）は、日本の陸上自衛官。階級は陸将。2025年より中部方面隊総監。

## 経歴
山形県出身。米沢興譲館高校を卒業し防衛大学校（第35期）へ、当時の大学では珍しかった国際関係論を勉強出来る先として選んだが、4年間の寄宿生活で覚悟を固めた。
1991年第44普通科連隊配属。自衛隊ゴラン高原派遣では、2004年に第17次ゴラン高原派遣輸送隊隊長として7ヶ月間指揮を執り、隊員全43名で無事帰国した。その後、2013年第25普通科連隊連隊長。2020年第14旅団旅団長。2023年第7師団師団長。2024年には防衛大学校副校長を務め、2025年より中部方面隊総監。

## 人物
- 趣味はスキーと読書。
- 過去に夫人を病気で亡くす。任務上、病床へ付き添えなかったことだけは申し訳なかったという。娘2人は共に看護師。